# Montrodat
Montrodat község Franciaország déli részén, Lozère megyében. 2011-ben 1191 lakosa volt.

## Fekvése
Montrodat a Coulagnet völgyében fekszik, 740 méteres (a községterület 640-1103 méteres) tengerszint feletti magasságban, Marvejols-tól 5 km-re keletre. Déli határán magasodik a Truc de Midi 1020 m magas orma. A község területének 21%-át (440 hektár) erdő borítja.
Nyugatról Marvejols, északról Saint-Léger-de-Peyre és Lachamp, keletről Gabrias, délről pedig Palhers és Grèzes községekkel határos.
A községet érinti a Marvejols-t Gabrias-val (4,5 km) összekötő D1-es főút.
A községhez tartozik Inosse, Berlières és Valadou szórványtelepülések. Maga Montrodat 4 településrészből áll: La Vignasse, Bouldoire, Les Reyllades és Chon Gron.

## Története
A település a történelmi Gévaudan tartományban fekszik. La Croix-du-Siffleurnél római villa nyomait tárták fel az ásatások. Egyházközségét 1155-ben említik először. Régebben baritbányászat folyt a község területén. A 19. század közepétől 1902-ig textilüzem (kallómalom) is működött a község területén, Coulagnet-bas-ban. Az 1960-as évekig csökkenő lakosságú falu lakosságszáma az 1970-80-as években többszörösére nőtt a (főként Marvejols-ból) ideköltözők révén. Marvejols urbanizált területe (melynek Montrodat is része) kelet felé terjeszkedik a Coulagnet-völgyben.

### Demográfia
| Év   | Lakosság |
| ---- | -------- |
| 1793 | 650      |
| 1851 | 674      |
| 1876 | 595      |
| 1901 | 506      |
| 1936 | 408      |

| Év   | Lakosság |
| ---- | -------- |
| 1946 | 343      |
| 1954 | 316      |
| 1962 | 247      |
| 1968 | 236      |

| Év   | Lakosság |
| ---- | -------- |
| 1975 | 602      |
| 1982 | 945      |
| 1990 | 968      |
| 1999 | 985      |
| 2010 | 1134     |

## Nevezetességei
- Temploma román stílusban épült a 12. században.
- Saint-Jean kápolna Bouldoire-ban - a 17. században épült.
- A Poujoulet-fennsíkon 3 dolmen található.[6]
- Saint-Michel kápolna Berlière-ben.
- Sejas- (17. század) és Carrière-kastélyok (19. század)
- Saint-Martin de Coulagnet apátság (ma épületeit farmként hasznosítják)

## Kapcsolódó szócikk
- Lozère megye községei